# Ion Iancu
Ion Iancu (n. 21 septembrie 1931, Comloșu Mare, Timiș – d. 1 septembrie 2008, Timișoara, Timiș) a fost un dirijor român.
Născut în 1931, în comuna Comloșu Mare, jud. Timiș, absolvent al Conservatorului din Cluj, Ion Iancu a studiat deopotrivă canto, dirijat coral, pedagogie, specializându-se apoi în arta dirijorală, la Berlin, cu celebrul Kurt Sanderling, a fost, pe rând solist al Teatrului Muzical din Galați, cadru universitar și, în paralel, dirijor la Cluj, pentru ca în 1983 să revină în Banatul său natal, preluând bagheta și, în perioadele 1983-1990, 1992-2000, funcția de director general al Operei din Timișoara, cu care a realizat numeroase premiere, turnee, seri-eveniment și în cadrul Festivalului „Timișoara Muzicală”. În paralel, a activat și ca profesor la clasa de operă a Universității de Vest (1993-2000), după ce, timp de două stagiuni (1990-1992), a fost dirijor și consilier artistic al Operei din Sarajevo, oraș unde a colaborat permanent și cu Filarmonica sau cu Orchestra Radio. A fost invitat frecvent la Operele din Chișinău, Skopje, Novi-Sad, pentru ca în 2003 să preia postul de dirijor și cel de director artistic la Opera din acest oraș.
Atras prioritar de partiturile destinate teatrului liric, a abordat însă și repertoriul simfonic și vocal-simfonic, fiind aplaudat, de-a lungul deceniilor, atât în spectacole susținute în țară, cât și pe podiumul filarmonicilor noastre, precum și la pupitrul Orchestrei Radio, alături de care a realizat, între altele, concertul extraordinar la centenarul Verdi (2001).

## Distincții
Personalitatea sa artistică, performanțele în plan profesional au fost aplaudate și unanim apreciate, răsplătite, de-a lungul anilor, cu Ordinul „Meritul Cultural”, Diploma „Marea Unire – 80 de ani” la Timișoara sau Trofeul „Lya Hubic” la Cluj, primind, în 2002, Diploma de Onoare a Operei din Timișoara, instituție de care a rămas legat în întreaga viața.
A fost distins cu Ordinul Meritul Cultural clasa a III-a (1971) „pentru merite deosebite în opera de construire a socialismului, cu prilejul aniversării a 50 de ani de la constituirea Partidului Comunist Român”.
Participări interne și internaționale, colaborări interne și internaționale:
Colaborări cu toate teatrele de operă și muzicale din țară, precum și cu orchestrele simfonice din: Timișoara, Arad, Oradea, Satu-Mare.

1975 - Participant audient la Cursurile de Dirijat și interpretare ale  Maestrului Kurt Sanderling  (Berlin,  octombrie-noiembrie)

1977 - Participant la Festivalul  "Toamna Varșoviană" (Polonia)

Din 1996 - Participant în juriul Concursului de canto "Traian Grozăvescu" Lugoj, la toate edițiile

1999 - Președinte în juriul Concursului Internațional de canto din Montecorvino di Rovella (Italia)

2001 - Concert aniversar "Giuseppe Verdi" în colaborare cu Orchestra    simfonică a Radiodifuziunii din București
Imprimări Radio - Televiziune - Electrecord
	Arii din opere cu soliști ai Operei Române din Cluj (Electrecord)

	Arii din opere cu basul Csaba Airizer (Electrecord)

	"Corsarul" - Balet (fragmente) (Electrecord)

	Opera "Pană-Lesnea Rusalim" Radio și Televiziune
Turnee în străinătate
	Începând din anul 1971, până în prezent, turnee (individuale sau cu ansamblurile Operelor din Cluj și Timișoara) în: Italia, Danemarca,  Olanda, Polonia, Cehoslovacia, Ucraina, Lituania, R.Moldova, Bulgaria, Jugoslavia, Georgia, Macedonia, Croația.
Distincții:
1969	- Ordinul "Meritul Cultural" Cl. V 

1971	- Ordinul "Meritul Cultural" CL.III 

1998	- Diploma "Marea Unire-80 de ani" Timișoara 

2002	- Membru de Onoare al Operei Române din Timișoara 

2003	- Trofeul "Lia Hubic" Cluj
Repertoriu
Operă

			G.Bizet		        - Pescuitorii de perle
						- Carmen
			D.Cimarosa		- Căsătoria secretă
			P.Constantinescu	- Pană Lesnea Rusalim
						- O noapte furtunoasă
			L.Delibes		- Lakmé
			G.Donizetti		- Lucia di Lammermoor
						- Don Pasquale
			L.Glodeanu		- Zamolxe
			Ch.Gounod		- Faust
			R.Leoncavallo	        - Paiațe
			P.Mascagni		- Cavalleria rusticana
						- Amicul Fritz
			W.A.Mozart	        - Răpirea din Serai
						- Nunta lui Figaro
						- Flautul fermecat
			Șt.Niculescu	        - Cartea cu Apolodor
			I.N.Ottescu		- De la Matei Vodă cetire
			G.P.Pergolesi	        - Servitoarea stăpână
			G.Puccini		- Tosca
						- Madama Butterfly
						- Sora Angelica
						- Gianni Schicchi
			G.Rossini		- Bărbierul din Sevilla
			B.Smetana		- Mireasa vândută
			G.Verdi		        - Nabucco
						- Ernani
						- Rigoletto
						- Trubadurul
					        - Traviata
					        - Bal mascat
				        	- Don Carlos
				        	- Aida
Operetă
			P.Abraham		- Bal la Savoy
			F.Barbu		        - Ana Lugojana
			G.Dendrino		- Lăsați-mă să cânt
			F.Hervé		        - Mam'zelle Nitouche
			E.Kalman		- Silvia
			Fr.Lehar		- Țara surâsului
						- Văduva veselă
			J.Strauss		- Liliacul
Balet
			A.Adam		        - Giselle
						- Corsarul
			B.Assafiev		- Fântâna din Bachcisarai
			P.Ceaikovski	        - Lacul lebedelor
						- Spărgătorul de nuci
			L.Delibes		- Coppelia
			R.Korsakov		- Seherazada
			A.Komadina	        - Dervișul și moartea 
			J.Kuljaric		- Miros de ploaie în Balcani
			M.Jora		        - La piață
Extrase din presă - cronici muzicale radio
Revista "Orizont" - Timișoara, 5 iunie 1980
Cronica la spectacolul cu opera "Faust" de Ch.Gounod
"……….Ion Iancu este un interpret care concretizează toate cerințele unui dirijor de operă…….Respiră, cântă, trăiește cu fiecare din protagoniști spectacolului…….Gestulk este exact, încheierile precise…….Cu fosa orchestrală contactul a fost de totală comuniune. "
											                                  Doru Murgu
Cronica radiofonică la spectacolul "Don Carlos" de G.Verdi, la Opera Națională din București, 12 octombrie 1992
"……Conducerea orchestrală a aparținut mult dotatului șef de orchestră din Timișoara- Ion Iancu. Ca să fiu laconic voi spune că orchestra Operei a sunat excelent, cu o mare bogăție de nuanțe, în armonie cu corul instituției………Iată o colaborare de zile mari, pe care ar fi putut-o invidia multe teatre celebre din lume."
				                              Doru Popovici
Ziarul "Libertatea" - București, 14 octombrie 1992
	Cronică la premiera cu opera "Don Carlos" de G.Verdi, din 11 octombrie 1992"
"……….o plăcută surpriză a fost orchestra-suplă, când transparentă, când densă, mai atentă ca deobicei, poate mai bine strunită, căci Opera a încredințat premiera unui dirijor invitat, Ion Iancu de la Timișoara, care este muzician de primă mână, vădindu-se stăpân pe partitură, fosă și scenă………".
					Petre Codreanu
Ziarul "Tbilisi" - orașul Tbilisi (Georgia) din 10 iunie 1983
	Cronica muzicală la spectacolul  cu opera "Rigoletto" de G.Verdi
	"……..Dirijorul Ion Iancu a realizat perfect echilibrul dintre scenă și orchestră. Are mâna elastică, cunoaște bine partitura verdiană, tehnica vocală (el însuși a cântat ca solist vocal timp de 5 ani), este expresiv și sensibil în frazare". S. Natelașvili
Ziarul "Magyar Hirlap" - Szeged (Ungaria), din 14 februarie 1990
	Cronică muzicală la spectacolul cu opera "Nabucco" de G.Verdi
	"……….."Motorul" evident al spectacolului a fost dirijorul Ion Iancu care a realizat minunat tensiunea ritmică; în centrul motor al muzicii verdiene este ritmul. Dirijorul se mai evidențiază printr-o calitate rară: grija deosebită pentru păstrarea strictă a indicațiilor dinamice de către interpreți. De prea puține ori am auzit atâtea fraze în piano………."														Varnai Péter